# Naoši Nakamura
Naoši Nakamura (* 27. leden 1979) je bývalý japonský fotbalista.

## Klubová kariéra
Hrával za Nagoya Grampus.

## Reprezentační kariéra
Naoši Nakamura odehrál za japonský národní tým v roce 2006 celkem 1 reprezentační utkání.

## Statistiky
| Japonsko | Japonsko | Japonsko |
| Roky     | Záp.     | Góly     |
| -------- | -------- | -------- |
| 2006     | 1        | 0        |
| Celkem   | 1        | 0        |